# Stimmloser palataler Frikativ
Der stimmlose palatale Frikativ (ein stimmloser, am harten Gaumen gebildeter Reibelaut) hat in verschiedenen Sprachen folgende lautliche und orthographische Realisierungen:
- Deutsch [⁠ç⁠]: Ich-Laut, Allophon von /⁠x⁠/: Ein ch, das den Vokalen E und I, den Konsonanten L, N, R und Y, den Umlauten Ä, Ö und Ü und den Diphthongen EI, ÄU, AI und EU folgt, sowie in der Verkleinerungssilbe „-chen“ und gelegentlich am Anfang eines Wortes vorkommt. In der deutschen Standardvarietät oft auch bei anlautendem ch sowie in der Endung -ig (wenn kein Vokal folgt).

Beispiele: ich [ɪç], möchte [ˈmœçtʰə], reiche [ˈʁɐɪ̯çə], Mädchen [ˈmɛːtçən], Essig [ˈɛsɪç], Chemie [çe.'mi:] (vor allem letzteres aber regional auch anders ausgesprochen).
- Englisch [⁠ç⁠]: Teilweise als Allophon von /hj/ (RP und in einigen anderen Varietäten):

Beispiel: huge [çuːdʒ].